# Sport Lisboa e Benfica 2023-2024
Questa voce raccoglie le informazioni riguardanti il Sport Lisboa e Benfica  nelle competizioni ufficiali della stagione 2023-2024.

## Maglie e sponsor
| Casa | Trasferta | Terza divisa |

## Rosa
Rosa e numerazione aggiornate al 17 maggio 2024 
| N. |                       | Ruolo | Calciatore          |
| -- | --------------------- | ----- | ------------------- |
| 1  | Ucraina (bandiera)    | P     | Anatolij Trubin     |
| 3  | Spagna (bandiera)     | D     | Álvaro Fernández    |
| 4  | Portogallo (bandiera) | D     | António Silva       |
| 5  | Brasile (bandiera)    | D     | Morato              |
| 6  | Danimarca (bandiera)  | D     | Alexander Bah       |
| 7  | Brasile (bandiera)    | A     | David Neres         |
| 8  | Norvegia (bandiera)   | C     | Fredrik Aursnes     |
| 9  | Brasile (bandiera)    | A     | Arthur Cabral       |
| 10 | Turchia (bandiera)    | C     | Orkun Kökçü         |
| 11 | Argentina (bandiera)  | A     | Ángel Di María      |
| 13 | Rep. Ceca (bandiera)  | C     | David Jurásek       |
| 14 | Spagna (bandiera)     | D     | Juan Bernat         |
| 17 | Portogallo (bandiera) | A     | Gonçalo Guedes      |
| 19 | Danimarca (bandiera)  | A     | Casper Tengstedt    |
| 20 | Portogallo (bandiera) | C     | João Mário          |
| 21 | Norvegia (bandiera)   | A     | Andreas Schjelderup |
| 22 | Portogallo (bandiera) | C     | Chiquinho           |

| N. |                       | Ruolo | Calciatore                  |
| -- | --------------------- | ----- | --------------------------- |
| 23 | Serbia (bandiera)     | D     | Mihailo Ristić              |
| 24 | Portogallo (bandiera) | P     | Samuel Soares               |
| 25 | Argentina (bandiera)  | A     | Gianluca Prestianni         |
| 27 | Portogallo (bandiera) | C     | Rafa Silva                  |
| 30 | Argentina (bandiera)  | D     | Nicolás Otamendi (capitano) |
| 32 | Argentina (bandiera)  | A     | Benjamín Rollheiser         |
| 33 | Croazia (bandiera)    | A     | Petar Musa                  |
| 36 | Brasile (bandiera)    | A     | Marcos Leonardo             |
| 38 | Brasile (bandiera)    | D     | João Victor                 |
| 44 | Portogallo (bandiera) | A     | Tomás Araújo                |
| 47 | Portogallo (bandiera) | A     | Tiago Gouveia               |
| 61 | Portogallo (bandiera) | C     | Florentino Luís             |
| 82 | Portogallo (bandiera) | D     | Diogo Spencer               |
| 84 | Portogallo (bandiera) | A     | João Rego                   |
| 87 | Portogallo (bandiera) | C     | João Neves                  |
| 89 | Portogallo (bandiera) | A     | Gustavo Varela              |
| 99 | Grecia (bandiera)     | P     | Odysseas Vlachodīmos        |

## Calciomercato

### Sessione estiva
| Acquisti         | Acquisti        | Acquisti            | Acquisti                  |
| R.               | Nome            | da                  | Modalità                  |
| ---------------- | --------------- | ------------------- | ------------------------- |
| C                | Orkun Kökçü     | Feyenoord           | definitivo (25 milioni €) |
| A                | Arthur Cabral   | Fiorentina          | definitivo (20 milioni €) |
| D                | David Jurásek   | Slavia Praga        | definitivo (14 milioni €) |
| P                | Anatolij Trubin | Šachtar             | definitivo (10 milioni €) |
| A                | Gonçalo Guedes  | Wolverhampton       | prestito                  |
| D                | Juan Bernat     | Paris Saint-Germain | prestito                  |
| A                | Ángel Di María  | Juventus            | gratuito                  |
| Altre operazioni |                 |                     |                           |
| R.               | Nome            | a                   | Modalità                  |
| C                | Julian Weigl    | Borussia M'gladbach | fine prestito             |
| D                | João Victor     | Nantes              | fine prestito             |
| D                | Tomás Araújo    | Gil Vicente         | fine prestito             |
| A                | Henrique Araújo | Watford             | fine prestito             |
| A                | Haris Seferović | Celta Vigo          | fine prestito             |
| C                | Soualiho Meïté  | Cremonese           | fine prestito             |
| A                | Tiago Gouveia   | Estoril Praia       | fine prestito             |
| C                | Tiago Dantas    | PAOK                | fine prestito             |
| C                | Paulo Bernardo  | Paços Ferreira      | fine prestito             |
| D                | Sandro Cruz     | Chaves              | fine prestito             |

| Cessioni         | Cessioni             | Cessioni            | Cessioni                    |
| R.               | Nome                 | a                   | Modalità                    |
| ---------------- | -------------------- | ------------------- | --------------------------- |
| A                | Gonçalo Ramos        | Paris Saint-Germain | prestito (20 milioni €)     |
| P                | Odisseas Vlachodimos | Nottingham Forest   | definitivo (9 milioni €)    |
| C                | Julian Weigl         | Borussia M'gladbach | definitivo (7,18 milioni €) |
| D                | Gilberto             | Bahia               | definitivo (2,5 milioni €)  |
| D                | Alejandro Grimaldo   | Bayer Leverkusen    | gratuito                    |
| D                | Sandro Cruz          | Chaves              | gratuito                    |
| A                | Haris Seferović      | Al-Wasl             | gratuito                    |
| A                | Henrique Araújo      | Famalicão           | prestito                    |
| C                | Soualiho Meïté       | PAOK                | prestito                    |
| C                | Paulo Bernardo       | Celtic              | prestito                    |
| A                | Andreas Schjelderup  | Nordsjælland        | prestito                    |
| C                | Tiago Dantas         | AZ Alkmaar          | prestito                    |
| D                | Lucas Veríssimo      | Corinthians         | prestito                    |
| Altre operazioni |                      |                     |                             |
| R.               | Nome                 | a                   | Modalità                    |
| A                | Gonçalo Guedes       | Wolverhampton       | fine prestito               |
| C                | Julian Draxler       | Paris Saint-Germain | fine prestito               |

### Sessione invernale
| Acquisti         | Acquisti            | Acquisti         | Acquisti                  |
| R.               | Nome                | da               | Modalità                  |
| ---------------- | ------------------- | ---------------- | ------------------------- |
| A                | Marcos Leonardo     | Santos           | definitivo (20 milioni €) |
| A                | Gianluca Prestianni | Vélez Sarsfield  | definitivo (9 milioni €)  |
| D                | Álvaro Fernández    | Manchester Utd   | prestito                  |
| A                | Benjamín Rollheiser | Estudiantes (LP) | prestito                  |
| Altre operazioni |                     |                  |                           |
| R.               | Nome                | da               | Modalità                  |
| C                | Gabriel             | Botafogo         | fine prestito             |
| D                | Lucas Veríssimo     | Corinthians      | fine prestito             |

| Cessioni         | Cessioni        | Cessioni      | Cessioni                  |
| R.               | Nome            | a             | Modalità                  |
| ---------------- | --------------- | ------------- | ------------------------- |
| A                | Gonçalo Guedes  | Wolverhampton | fine prestito             |
| C                | Chiquinho       | Olympiacos    | definitivo (1 milione €)  |
| D                | David Jurásek   | Hoffenheim    | prestito                  |
| D                | Lucas Veríssimo | Al-Duhail     | definitivo (9 milioni €)  |
| A                | Petar Musa      | FC Dallas     | definitivo (10 milioni €) |
| Altre operazioni |                 |               |                           |
| R.               | Nome            | a             | Modalità                  |
| C                | Gabriel         |               | svincolato                |

## Risultati

### Primeira Liga

#### Girone di andata
| Arbitro: | António Nobre |

|                                         |           |                             |
| Boženík 55’, 90+13’ Lourenço 90’ (rig.) | Marcatori | 22’ Di María 75’ Rafa Silva |

| Arbitro: | Correia |

|                                |           |  |
| Tengstedt 79’ Rafa Silva 90+3’ | Marcatori |  |

| Arbitro: | João Pinheiro |

|                           |           |                                               |
| Touré 74’ Dominguez 90+8’ | Marcatori | 19’ (rig.) Di María 53’ Rafa Silva 90+4’ Musa |

| Arbitro: | Nuno Almeida |

|                                                              |           |  |
| J. Fernandes 11’ (aut.) Di María 31’ Kökçü 45+4’ Aursnes 46’ | Marcatori |  |

| Arbitro: | Luís Godinho |

|                 |           |                      |
| Samu 70’ (rig.) | Marcatori | 9’ Musa 39’ Di María |

| Arbitro: | Hélder Malheiro |

|           |           |                           |
| Hélio 56’ | Marcatori | 5’ Bah 17’ Musa 66’ Neres |

| Arbitro: | João Pinheiro |

|              |           |  |
| Di María 68’ | Marcatori |  |

| Arbitro: | André Narciso |

|  |           |                     |
|  | Marcatori | 90+3’ António Silva |

| Arbitro: | Pereira |

|                |           |                |
| João Mário 44’ | Marcatori | 81’ Larrazabal |

| Arbitro: | Hélder Malheiro |

|  |           |                                   |
|  | Marcatori | 59’ Aursnes 80’ (rig.) João Mário |

| Arbitro: | Artur Soares Dias |

|                                  |           |              |
| João Neves 90+4’ Tengstedt 90+7’ | Marcatori | 45’ Gyökeres |

| Moreira de Cónegos 3 dicembre 2023, ore 18:00 WET 12ª giornata | Moreirense      | 0 – 0 referto | Benfica | Parque Joaquim de Almeida Freitas\| Arbitro: \| Fábio Veríssimo \| |
| Arbitro:                                                       | Fábio Veríssimo |               |         |                                                                    |

| Arbitro: | Nogueira |

|                |           |            |
| Rafa Silva 71’ | Marcatori | 51’ Falcão |

| Arbitro: | Luís Godinho |

|  |           |              |
|  | Marcatori | 3’ Tengstedt |

| Arbitro: | Narciso |

|                                    |           |  |
| Cabral 31’ Rafa Silva 85’ Musa 88’ | Marcatori |  |

| Arbitro: | Fábio Veríssimo |

|  |           |                                   |
|  | Marcatori | 39’ Rafa Silva 47’ Kökçü 85’ Musa |

| Arbitro: | Vasilica |

|                                                                 |           |         |
| Di María 29’ António Silva 61’ M. Leonardo 80’ João Mário 90+1’ | Marcatori | 9’ Guga |

#### Girone di ritorno
| Arbitro: | Correia |

|                                |           |  |
| Di María 61’ M. Leonardo 90+4’ | Marcatori |  |

| Arbitro: | Malheiro |

|          |           |                                                            |
| Jabá 28’ | Marcatori | 44’ Cabral 45+1’ Rafa Silva 52’ Otamendi 90+3’ M. Leonardo |

| Arbitro: | Tiago Martins |

|                                          |           |  |
| Cabral 15’ João Neves 34’ Rafa Silva 49’ | Marcatori |  |

| Arbitro: | Luís Godinho |

|                                        |           |                           |
| Tiago Silva 35’ (rig.) André Silva 60’ | Marcatori | 41’ Rafa Silva 90’ Cabral |

| Arbitro: | João Gonçalves |

|                                                                               |           |             |
| Neres 16’, 45+1’ Otamendi 25’ T. Gouveia 30’ Rafa Silva 45+4’ M. Leonardo 88’ | Marcatori | 48’ Essende |

| Arbitro: | Nogueira |

|                                            |           |  |
| Rafa Silva 55’, 75’ Neres 57’ Di María 59’ | Marcatori |  |

| Arbitro: | João Pinheiro |

|                                                 |           |  |
| Galeno 20’, 44’ Wendell 55’ Pepê 75’ Namaso 90’ | Marcatori |  |

| Arbitro: | M. Oliveira |

|                                            |           |              |
| Kökçü 15’ M. Leonardo 45+2’ T. Gouveia 49’ | Marcatori | 22’ R. Gomes |

| Arbitro: | C. Pereira |

|  |           |            |
|  | Marcatori | 74’ Cabral |

| Arbitro: | Malheiro |

|           |           |  |
| Neves 68’ | Marcatori |  |

| Arbitro: | Soares Dias |

|                  |           |           |
| Catamo 1’, 90+1’ | Marcatori | 45+3’ Bah |

| Arbitro: | H. Carvalho |

|                                          |           |  |
| Kökçü 18’ T. Araújo 45+1’ Rollheiser 79’ | Marcatori |  |

| Arbitro: | Correia |

|              |           |                                       |
| Belloumi 23’ | Marcatori | 16’ Kökçü 34’ Cabral 67’ Á. Fernández |

| Arbitro: | João Pinheiro |

|                                  |           |              |
| M. Leonardo 71’, 90+5’ Neres 85’ | Marcatori | 28’ R. Horta |

| Arbitro: | J. Gonçalves |

|                       |           |  |
| Puma 71’ Youssouf 85’ | Marcatori |  |

| Arbitro: | Melo |

|                                                                        |           |  |
| Di María 25’ (rig.) Kökçü 32’ (rig.) Rafa Silva 42’, 46’ Tengstedt 77’ | Marcatori |  |

| Vila do Conde 18 maggio 2024, ore 20:45 WEST 34ª giornata         | Rio Ave   | 1 – 1 referto | Benfica | Estádio Municipal dos Arcos |
| \| \| \| \| \| Costinha 90+3’ (rig.) \| Marcatori \| 32’ Kökçü \| |           |               |         |                             |
|                                                                   |           |               |         |                             |
| Costinha 90+3’ (rig.)                                             | Marcatori | 32’ Kökçü     |         |                             |

### Taça de Portugal
| Arbitro: | Ricardo Baixinho |

|                    |           |                                                     |
| Ferrara 45’ (rig.) | Marcatori | 9’ João Mário 36’ Rafa Silva 68’ Cabral 87’ Gouveia |

| Arbitro: | Manuel Oliveira |

|                                    |           |  |
| Riccieli 72’ (aut.) Rafa Silva 77’ | Marcatori |  |

| Arbitro: | Nuno Almeida |

|                                       |           |                                  |
| Rafa Silva 42’ Cabral 45’ Aursnes 70’ | Marcatori | 7’ (aut.) João Mário 48’ Zalazar |

| Arbitro: | H. Carvalho |

|            |           |                           |
| Petrov 68’ | Marcatori | 33’ Cabral 65’ João Mário |

| Arbitro: | Veríssimo (Leiria) |

|                          |           |             |
| Pedro G. 9’ Gyökeres 54’ | Marcatori | 68’ Aursnes |

| Arbitro: | Pinheiro (Braga) |

|                             |           |                           |
| Otamendi 52’ Rafa Silva 64’ | Marcatori | 47’ Hjulmand 55’ Paulinho |

### Taça da Liga
| Arbitro: | Hélder Carvalho |

|  |           |                         |
|  | Marcatori | 26’ Di María 74’ Cabral |

| Arbitro: | Macedo |

|                                                            |           |             |
| Di María 31’ João Mário 44’ Gouveia 65’ Correia 68’ (aut.) | Marcatori | 21’ Mercado |

#### Semifinale
| Arbitro: | Pereira (Aveiro) |

|                                                              |                      |                                                         |
| Otamendi 58’                                                 | Marcatori            | 21’ Guitane                                             |
| João Mário M. Leonardo Otamendi Cabral Di María Tomás Araújo | Tiri di rigore 4 – 5 | Guitane A. Marqués Ndiaye J. Marques Tiago Araújo Vital |

### UEFA Champions League

#### Fase a gironi
| Arbitro: | Halil Umut Meler |

|  |           |                             |
|  | Marcatori | 15’ (rig.) Šimić 51’ Gloukh |

| Arbitro: | Danny Makkelie |

|            |           |  |
| Thuram 62’ | Marcatori |  |

| Arbitro: | Clément Turpin |

|  |           |            |
|  | Marcatori | 63’ Méndez |

| Arbitro: | Anthony Taylor |

|                                         |           |                |
| Merino 6’ Oyarzabal 11’ Barrenetxea 21’ | Marcatori | 49’ Rafa Silva |

| Arbitro: | Andris Treimanis |

|                         |           |                                                |
| João Mário 5’, 13’, 34’ | Marcatori | 51’ Arnautović 58’ Frattesi 72’ (rig.) Sánchez |

| Arbitro: | Daniel Siebert |

|           |           |                                            |
| Sučić 57’ | Marcatori | 32’ Di María 45+1’ Rafa Silva 90+2’ Cabral |

### UEFA Europa League

#### Fase a eliminazione diretta

##### Spareggi
| Arbitro: | Rumšas |

|                                   |           |            |
| Di María 68’ (rig.), 90+8’ (rig.) | Marcatori | 75’ Desler |

| Tolosa 22 febbraio 2024, ore 18:45 CET Spareggi - Ritorno | Tolosa  | 0 – 0 (tot.:1-2) referto | Benfica | Stadium de Toulouse (31 810 spett.)\| Arbitro: \| Mariani \| |
| Arbitro:                                                  | Mariani |                          |         |                                                              |

##### Ottavi di finale
| Arbitro: | Stieler |

|                                          |           |                               |
| Di María 45+2’ (rig.) Goldson 67’ (aut.) | Marcatori | 7’ Lawrence 45+5’ D. Sterling |

| Arbitro: | Kružliak |

|  |           |                |
|  | Marcatori | 66’ Rafa Silva |

##### Quarti di finale
| Arbitro: | Michael Oliver |

|                             |           |                |
| Rafa Silva 16’ Di María 52’ | Marcatori | 67’ Aubameyang |

| Arbitro: | Zwayer |

|                                   |                      |                                  |
| Moumbagna 79’                     | Marcatori            |                                  |
| Correa Kondogbia Balerdi Henrique | Tiri di rigore 4 – 2 | Di María Kökçü Otamendi A. Silva |

### Supertaça de Portugal
| Arbitro: | Luís Godinho (Évora) |

|                       |           |  |
| Di María 61’ Musa 68’ | Marcatori |  |

## Statistiche finali

### Statistiche di squadra
| Competizione     | Punti | In casa | In casa | In casa | In casa | In casa | In casa | In trasferta | In trasferta | In trasferta | In trasferta | In trasferta | In trasferta | In campo neutro | In campo neutro | In campo neutro | In campo neutro | In campo neutro | In campo neutro | Totale | Totale | Totale | Totale | Totale | Totale | DR  |
| Competizione     | Punti | G       | V       | N       | P       | Gf      | Gs      | G            | V            | N            | P            | Gf           | Gs           | G               | V               | N               | P               | Gf              | Gs              | G      | V      | N      | P      | Gf     | Gs     | DR  |
| ---------------- | ----- | ------- | ------- | ------- | ------- | ------- | ------- | ------------ | ------------ | ------------ | ------------ | ------------ | ------------ | --------------- | --------------- | --------------- | --------------- | --------------- | --------------- | ------ | ------ | ------ | ------ | ------ | ------ | --- |
| Primeira Liga    | 80    | 17      | 15      | 2       | 0       | 48      | 7       | 17           | 10           | 3            | 4            | 29           | 21           | -               | -               | -               | -               | -               | -               | 34     | 25     | 5      | 4      | 77     | 28     | +49 |
| Taça de Portugal |       | 3       | 2       | 1       | 0       | 7       | 4       | 3            | 2            | 0            | 1            | 7            | 4            | -               | -               | -               | -               | -               | -               | 6      | 4      | 1      | 1      | 14     | 8      | +6  |
| Taça da Liga     |       | 1       | 1       | 0       | 0       | 4       | 1       | 1            | 1            | 0            | 0            | 2            | 0            | 1               | 0               | 1               | 0               | 1               | 1               | 3      | 2      | 1      | 0      | 7      | 2      | +5  |
| Supertaça        |       | -       | -       | -       | -       | -       | -       | -            | -            | -            | -            | -            | -            | 1               | 1               | 0               | 0               | 2               | 0               | 1      | 1      | 0      | 0      | 2      | 0      | +2  |
| Champions League | 4     | 3       | 0       | 1       | 2       | 3       | 6       | 3            | 1            | 0            | 2            | 4            | 5            | -               | -               | -               | -               | -               | -               | 6      | 1      | 1      | 4      | 7      | 11     | -4  |
| Europa League    |       | 3       | 2       | 1       | 0       | 6       | 4       | 3            | 1            | 1            | 1            | 1            | 1            | -               | -               | -               | -               | -               | -               | 6      | 3      | 2      | 1      | 7      | 5      | +2  |
| Totale           | -     | 27      | 20      | 5       | 2       | 68      | 22      | 27           | 15           | 4            | 8            | 43           | 31           | 2               | 1               | 1               | 0               | 3               | 1               | 56     | 36     | 10     | 10     | 114    | 54     | +60 |

### Andamento in campionato
| Giornata  | 1  | 2  | 3 | 4 | 5 | 6 | 7 | 8 | 9 | 10 | 11 | 12 | 13 | 14 | 15 | 16 | 17 | 18 | 19 | 20 | 21 | 22 | 23 | 24 | 25 | 26 | 27 | 28 | 29 | 30 | 31 | 32 | 33 | 34 |
| --------- | -- | -- | - | - | - | - | - | - | - | -- | -- | -- | -- | -- | -- | -- | -- | -- | -- | -- | -- | -- | -- | -- | -- | -- | -- | -- | -- | -- | -- | -- | -- | -- |
| Luogo     | T  | C  | T | C | T | T | C | T | C | T  | C  | T  | C  | T  | C  | T  | C  | C  | T  | C  | T  | C  | C  | T  | C  | T  | C  | T  | C  | T  | C  | T  | C  | T  |
| Risultato | P  | V  | V | V | V | V | V | V | N | V  | V  | N  | N  | V  | V  | V  | V  | V  | V  | V  | N  | V  | V  | P  | V  | V  | V  | P  | V  | V  | V  | P  | V  | N  |
| Posizione | 12 | 11 | 5 | 4 | 4 | 4 | 2 | 2 | 2 | 2  | 1  | 2  | 2  | 2  | 2  | 2  | 2  | 2  | 2  | 1  | 2  | 2  | 1  | 2  | 2  | 2  | 2  | 2  | 2  | 2  | 2  | 2  | 2  | 2  |

Legenda:

Luogo: C = Casa; T = Trasferta. Risultato: V = Vittoria; N = Pareggio; P = Sconfitta.

### Statistiche individuali
| Giocatore      | Primeira Liga | Primeira Liga | Primeira Liga | Primeira Liga | Taça de Portugal+Taça de Liga | Taça de Portugal+Taça de Liga | Taça de Portugal+Taça de Liga | Taça de Portugal+Taça de Liga | Supertaça Cândido de Oliveira | Supertaça Cândido de Oliveira | Supertaça Cândido de Oliveira | Supertaça Cândido de Oliveira | UEFA Champions League + UEFA Europa League | UEFA Champions League + UEFA Europa League | UEFA Champions League + UEFA Europa League | UEFA Champions League + UEFA Europa League | Totale   | Totale | Totale      | Totale     |
| Giocatore      | Presenze      | Reti          | Ammonizioni   | Espulsioni    | Presenze                      | Reti                          | Ammonizioni                   | Espulsioni                    | Presenze                      | Reti                          | Ammonizioni                   | Espulsioni                    | Presenze                                   | Reti                                       | Ammonizioni                                | Espulsioni                                 | Presenze | Reti   | Ammonizioni | Espulsioni |
| -------------- | ------------- | ------------- | ------------- | ------------- | ----------------------------- | ----------------------------- | ----------------------------- | ----------------------------- | ----------------------------- | ----------------------------- | ----------------------------- | ----------------------------- | ------------------------------------------ | ------------------------------------------ | ------------------------------------------ | ------------------------------------------ | -------- | ------ | ----------- | ---------- |
| T. Araújo      | 13            | 1             | 0             | 0             | 1+3                           | 0                             | 0                             | 0                             | 0                             | 0                             | 0                             | 0                             | 3                                          | 0                                          | 0                                          | 0                                          | 20       | 1      | 0           | 0          |
| F. Aursnes     | 33            | 2             | 3             | 1             | 6+3                           | 1+0                           | 1+0                           | 0                             | 1                             | 0                             | 0                             | 0                             | 5+6                                        | 0                                          | 0                                          | 0                                          | 54       | 3      | 4           | 1          |
| A. Bah         | 19            | 2             | 3             | 0             | 3+0                           | 0                             | 0                             | 0                             | 1                             | 0                             | 1                             | 0                             | 3+6                                        | 0                                          | 0+2                                        | 0                                          | 32       | 2      | 6           | 0          |
| J. Bernat      | 3             | 0             | 0             | 0             | 1+1                           | 0                             | 0                             | 0                             | 0                             | 0                             | 0                             | 0                             | 2+0                                        | 0+0                                        | 1+0                                        | 0+0                                        | 7        | 0      | 1           | 0          |
| A. Cabral      | 28            | 6             | 2             | 0             | 4+3                           | 3+1                           | 0                             | 0                             | 0                             | 0                             | 0                             | 0                             | 4+4                                        | 1+0                                        | 0                                          | 0                                          | 43       | 11     | 2           | 0          |
| Chiquinho      | 9             | 0             | 0             | 0             | 2+0                           | 0                             | 0                             | 0                             | 1                             | 0                             | 1                             | 0                             | 5                                          | 0                                          | 0                                          | 0                                          | 17       | 0      | 1           | 0          |
| Á. Di María    | 28            | 9             | 4             | 0             | 5+3                           | 0+2                           | 5+0                           | 0                             | 1                             | 1                             | 0                             | 0                             | 5+6                                        | 1+4                                        | 0+2                                        | 0                                          | 48       | 17     | 11          | 0          |
| Á. Fernández   | 11            | 1             | 1             | 0             | 1+1                           | 0                             | 1+0                           | 0                             | -                             | -                             | -                             | -                             | 0+3                                        | 0                                          | 0                                          | 0                                          | 16       | 1      | 2           | 0          |
| Florentino     | 30            | 0             | 8             | 0             | 5+2                           | 0                             | 0                             | 0                             | 1                             | 0                             | 0                             | 0                             | 3+4                                        | 0                                          | 1+1                                        | 0                                          | 45       | 0      | 10          | 0          |
| T. Gouveia     | 13            | 2             | 1             | 0             | 5+3                           | 1+1                           | 0+1                           | 0                             | 0                             | 0                             | 0                             | 0                             | 3+2                                        | 0                                          | 0                                          | 0                                          | 26       | 4      | 2           | 0          |
| G. Guedes      | 9             | 0             | 0             | 0             | 1+2                           | 0                             | 0+1                           | 0                             | 0                             | 0                             | 0                             | 0                             | 2                                          | 0                                          | 0                                          | 0                                          | 14       | 0      | 1           | 0          |
| D. Jurásek     | 6             | 0             | 1             | 0             | 1+1                           | 0                             | 0                             | 0                             | 1                             | 0                             | 0                             | 0                             | 3                                          | 0                                          | 0                                          | 0                                          | 12       | 0      | 1           | 0          |
| O. Kökçü       | 27            | 7             | 6             | 0             | 4+2                           | 0                             | 1+1                           | 0                             | 1                             | 0                             | 1                             | 0                             | 5+4                                        | 0                                          | 0+2                                        | 0                                          | 43       | 7      | 11          | 0          |
| M. Leonardo    | 14            | 7             | 1             | 0             | 2+1                           | 0                             | 0                             | 0                             | 0                             | 0                             | 0                             | 0                             | 0+3                                        | 0                                          | 0                                          | 0                                          | 20       | 7      | 1           | 0          |
| João Mário     | 31            | 3             | 4             | 0             | 6+3                           | 2+1                           | 0+1                           | 0                             | 1                             | 0                             | 1                             | 0                             | 5+5                                        | 3+0                                        | 1+0                                        | 0                                          | 51       | 9      | 7           | 0          |
| G. Marques     | 1             | 0             | 0             | 0             | 0                             | 0                             | 0                             | 0                             | 0                             | 0                             | 0                             | 0                             | 0                                          | 0                                          | 0                                          | 0                                          | 1        | 0      | 0           | 0          |
| Morato         | 21            | 0             | 2             | 0             | 5+3                           | 0                             | 1+1                           | 0                             | 0                             | 0                             | 0                             | 0                             | 5+1                                        | 0                                          | 2+0                                        | 0                                          | 35       | 0      | 6           | 0          |
| P. Musa        | 14            | 5             | 1             | 1             | 3+1                           | 0                             | 0                             | 0                             | 1                             | 1                             | 0                             | 0                             | 6+0                                        | 0+0                                        | 1+0                                        | 0+0                                        | 25       | 6      | 2           | 1          |
| D. Neres       | 24            | 5             | 1             | 0             | 2+0                           | 0                             | 0                             | 0                             | 0                             | 0                             | 0                             | 0                             | 3+6                                        | 0                                          | 0+1                                        | 0                                          | 35       | 5      | 2           | 0          |
| J. Neves       | 33            | 4             | 2             | 0             | 6+3                           | 0                             | 0                             | 0                             | 1                             | 0                             | 1                             | 0                             | 6+6                                        | 0                                          | 0                                          | 0                                          | 55       | 4      | 3           | 0          |
| N. Otamendi    | 31            | 2             | 11            | 1             | 5+2                           | 1+1                           | 2+0                           | 0                             | 1                             | 0                             | 0                             | 0                             | 6+6                                        | 0                                          | 1+0                                        | 0                                          | 51       | 4      | 14          | 1          |
| G. Prestianni  | 1             | 0             | 0             | 0             | 0                             | 0                             | 0                             | 0                             | 0                             | 0                             | 0                             | 0                             | 0                                          | 0                                          | 0                                          | 0                                          | 1        | 0      | 0           | 0          |
| M. Ristić      | 1             | 0             | 0             | 0             | 0                             | 0                             | 0                             | 0                             | 1                             | 0                             | 1                             | 0                             | 0                                          | 0                                          | 0                                          | 0                                          | 2        | 0      | 1           | 0          |
| B. Rollheiser  | 9             | 1             | 1             | 0             | 0                             | 0                             | 0                             | 0                             | 0                             | 0                             | 0                             | 0                             | 0                                          | 0                                          | 0                                          | 0                                          | 9        | 1      | 1           | 0          |
| A. Schjelderup | 0             | 0             | 0             | 0             | 0                             | 0                             | 0                             | 0                             | 1                             | 0                             | 0                             | 0                             | 0                                          | 0                                          | 0                                          | 0                                          | 1        | 0      | 0           | 0          |
| A. Silva       | 30            | 2             | 6             | 0             | 6+3                           | 0                             | 0+2                           | 0                             | 1                             | 0                             | 0                             | 0                             | 4+6                                        | 0+0                                        | 0+1                                        | 2+0                                        | 50       | 2      | 9           | 2          |
| D. Spencer     | 1             | 0             | 0             | 0             | 0+0                           | 0                             | 0+0                           | 0                             | 0                             | 0                             | 0                             | 0                             | 0+0                                        | 0+0                                        | 0+0                                        | 0+0                                        | 1        | 0      | 0           | 0          |
| Rafa Silva     | 30            | 14            | 3             | 0             | 6+3                           | 4+0                           | 1+0                           | 0                             | 1                             | 0                             | 0                             | 0                             | 6+6                                        | 2+2                                        | 1+0                                        | 0                                          | 52       | 22     | 5           | 0          |
| João Rego      | 1             | 0             | 0             | 0             | 0                             | 0                             | 0                             | 0                             | 0                             | 0                             | 0                             | 0                             | 0                                          | 0                                          | 0                                          | 0                                          | 1        | 0      | 0           | 0          |
| Samuel         | 5             | -3            | 0             | 0             | 1+0                           | -1+0                          | 0                             | 0                             | 0                             | 0                             | 0                             | 0                             | 0                                          | 0                                          | 0                                          | 0                                          | 6        | -4     | 0           | 0          |
| C. Tengstedt   | 17            | 4             | 2             | 0             | 4+2                           | 0                             | 0                             | 0                             | 0                             | 0                             | 0                             | 0                             | 4+4                                        | 0                                          | 0+1                                        | 0                                          | 31       | 4      | 3           | 0          |
| A. Trubin      | 28            | -21           | 1             | 0             | 5+3                           | -7+ -2                        | 0                             | 0                             | 0                             | -0                            | 0                             | 0                             | 6+6                                        | -11 + -5                                   | 1+0                                        | 0                                          | 48       | -39    | 2           | 0          |
| G. Varela      | 1             | 0             | 0             | 0             | 0                             | 0                             | 0                             | 0                             | 0                             | 0                             | 0                             | 0                             | 0                                          | 0                                          | 0                                          | 0                                          | 1        | 0      | 0           | 0          |
| João Victor    | 2             | 0             | 0             | 0             | 0                             | 0                             | 0                             | 0                             | 0                             | 0                             | 0                             | 0                             | 0                                          | 0                                          | 0                                          | 0                                          | 2        | 0      | 0           | 0          |